# Лаутарі
45°37′ пн. ш. 14°35′ сх. д. / 45.61° пн. ш. 14.58° сх. д.
Лаутарі (хорв. Lautari) — населений пункт у Хорватії, у Приморсько-Горанській жупанії у складі міста Чабар.

## Населення
Населення за даними перепису 2011 року становило 16 осіб.
Динаміка чисельності населення поселення:

## Клімат
Середня річна температура становить 6,73 °C, середня максимальна – 19,59 °C, а середня мінімальна – -7,00 °C. Середня річна кількість опадів – 1547 мм.
| Клімат поселення                              | Клімат поселення | Клімат поселення | Клімат поселення | Клімат поселення | Клімат поселення | Клімат поселення | Клімат поселення | Клімат поселення | Клімат поселення | Клімат поселення | Клімат поселення | Клімат поселення | Клімат поселення |
| Показник                                      | Січ.             | Лют.             | Бер.             | Квіт.            | Трав.            | Черв.            | Лип.             | Серп.            | Вер.             | Жовт.            | Лист.            | Груд.            |                  |
| Середній максимум, °C                         | 3,50             | 3,96             | 6,42             | 10,38            | 14,97            | 18,92            | 19,51            | 19,59            | 15,88            | 11,48            | 6,32             | 2,76             |                  |
| Середня температура, °C                       | −1,74            | −1,3             | 1,16             | 5,12             | 9,71             | 13,66            | 15,95            | 16,02            | 12,31            | 7,92             | 2,75             | −0,8             |                  |
| Середній мінімум, °C                          | −7               | −6,56            | −4,09            | −0,12            | 4,44             | 8,41             | 12,39            | 12,46            | 8,74             | 4,34             | −0,82            | −4,37            |                  |
| Норма опадів, мм                              | 94               | 92               | 117              | 135              | 121              | 150              | 113              | 127              | 138              | 161              | 170              | 129              |                  |
| Середньомісячна швидкість вітру, м/с          | 2.58             | 2.78             | 2.94             | 2.77             | 2.60             | 2.46             | 2.27             | 2.34             | 2.33             | 2.56             | 2.72             | 2.71             |                  |
| Середньомісячна сонячна радіація, кДж/м²·день | 4269             | 7147             | 10272            | 14410            | 18413            | 19684            | 20978            | 17615            | 13167            | 8770             | 4699             | 3611             |                  |
| --------------------------------------------- | ---------------- | ---------------- | ---------------- | ---------------- | ---------------- | ---------------- | ---------------- | ---------------- | ---------------- | ---------------- | ---------------- | ---------------- | ---------------- |
| Джерело:                                      |                  |                  |                  |                  |                  |                  |                  |                  |                  |                  |                  |                  |                  |